# Stile galante
Lo stile galante è uno stile musicale affermatosi nella prima metà del XVIII secolo, che realizza un ritorno alla semplicità dopo la complessità del tardo-barocco. Questo significa pura musica senza ornamenti, diminuzione di importanza della polifonia e ritorno alla supremazia della melodia. In definitiva si erge come primario portavoce di una reazione contro la musica barocca.

## Storia
L'uso della omofonia è iniziato circa due secoli prima quando i compositori inserirono linee melodiche omofoniche nelle messe e nei mottetti per sottolineare l'importanza del testo.
Esso procede nella musica vocale del XVI secolo con la frottola e la villanella in Italia, che condurranno alla monodia e all'opera, l’air de cour e l’air à boire in Francia e le canzoni accompagnate dal liuto in Inghilterra.
L'omofonia divenne popolare anche nella musica strumentale o, per meglio dire, vennero fatte trascrizioni di canzoni per complessi strumentali.

## I compositori più famosi
Compositori che scrissero musica in stile galante si possono trovare in tutta Europa. Fra questi si possono ricordare Johann Schobert in Francia, Giovanni Battista Sammartini e Giovanni Battista Martini in Italia, Baldassare Galuppi in Russia, Carl Philipp Emanuel Bach, Johann Stamitz, Johann Gottlieb e Carl Heinrich Graun, Franz e Georg Anton Benda e Federico II di Prussia in Germania, Leopold Mozart, i giovani Haydn e Mozart in Austria, Thomas Augustine Arne, Johann Christian Bach e Carl Friedrich Abel in Inghilterra.